# À qui mon cœur ?

À qui mon cœur ? est un court métrage muet de réalisation anonyme tourné en 1909.

## Résumé
Une jeune héritière harcelée par des prétendants promet d'épouser celui qui la rejoindra en haut d'une très haute montagne. Seulement le vainqueur n'aura qu'une photo d'elle car celle-ci a décidé d'épouser le timide et froussard Max.

## Fiche technique
- Réalisation : anonyme
- Scénario : Max Linder
- Production : Pathé Frères
- Durée : 95 m
- Première présentation le 10 décembre 1909

## Distribution
- Max Linder : Max, le prétendant timide et froussard